# Кейта, Шейк
Шейк Кейта́ (фр. Cheick Keita; род. 2 апреля 2003, Шампиньи-сюр-Марн) — французский футболист малийского происхождения, защитник клуба «Шарлеруа».

## Клубная карьера
Кейта — воспитанник клубов «Сент-Лю», «Сент-Брис» и «Реймс». 23 октября 2022 года матче против «Осера» он дебютировал Лиге 1 в составе последнего.

## Международная карьера
В 2023 году в составе молодёжной сборной Франции Кейта принял участие в молодёжном чемпионате мира в Аргентине. На турнире он сыграл в матчах против команд Гамбии и Южной Кореи.